# 韋斯尼夫卡
49°26′43″N 25°17′31″E / 49.44528°N 25.29194°E
韋斯尼夫卡（烏克蘭語：Веснівка），是烏克蘭的村落，位於該國西部捷爾諾波爾州，由捷尔诺波尔区負責管轄，始建於1914年，面積0.06平方公里，2001年人口93，人口密度每平方公里1,500人。